# Fiorella Bonicelli
Fiorella Bonicelli (* 21. Dezember 1951) ist eine ehemalige Tennisspielerin aus Uruguay.

## Karriere
Bonicelli gewann 1976 mit ihrer Doppelpartnerin, der Französin Gail Sherriff, die Konkurrenz im Damendoppel der French Open. Sie besiegten im Finale Kathy Harter und Helga Masthoff mit 6:4, 1:6, 6:3. Im Jahr zuvor hatte sie mit dem Brasilianer Thomaz Koch den Mixed-Doppelbewerb in Paris gewonnen.
Ein einziges Mal erreichte sie in ihrer Karriere das Viertelfinale eines Grand-Slam-Turniers im Einzel, sie unterlag 1978 bei den French Open jedoch der späteren Siegerin Virginia Ruzici.
Bonicellis Bilanz im Fed Cup weist im Einzel elf Siege und vier Niederlagen aus, im Doppel ergab sich ein Verhältnis von 6:8. 

## Grand-Slam-Titel

### Doppel
| Jahr | Turnier     | Partnerin    | Finalgegnerinnen            | Ergebnis      |
| 1976 | French Open | Gail Sheriff | Kathy Harter Helga Masthoff | 6:4, 1:6, 6:3 |

### Mixed
| Jahr | Turnier     | Partner     | Finalgegner                 | Ergebnis |
| 1975 | French Open | Thomaz Koch | Jaime Fillol Pam Teeguarden | 6:4, 7:6 |